# Povratak kralja
Povratak kralja treći je i posljednji svezak, nakon Prstenove družine i Dvije kule, epskog romana Gospodar prstenova engleskog autora J. R. R. Tolkiena.

## Radnja

### Knjiga peta
U trećem dijelu, Povratak kralja, nastavljaju se avanture Gandalfa, Aragorna, Gimlija i Legolasa usporedno s Frodovim i Samovim. Kao što je rečeno u prvoj knjizi, Družina pomaže u posljednjoj bitki protiv Sauronovih snaga, uključujući i opsadu Minas Tiritha u Gondoru i posljednjoj bitki za život i smrt pred Crnim Dverima Mordora, gdje se savez Gondora i Rohana očajnički bori protiv Sauronove vojske, da bi im odvratili pažnju od Prstena, te tako dajući vremena Frodi da ga uništi.

### Knjiga šesta
U drugoj knjizi, Sam spašava Frodu iz zarobljeništva. Nakon mnogo patnje, stižu do Klete gore, dok ih Golum prati. Međutim, iskušenje Prstena se pokaže preveliko za Frodu i on ga zadržava za sebe, ne želeći ga uništiti. Međutim, Golum ga napada i uspijeva mu odgristi Prsten s prsta. Sluđen uspjehom, Golum se posklizne i zajedno s Prstenom pada u vrelu lavu, gdje Prsten konačno biva uništen.
Na kraju, Sauron je pobijeđen, i Aragorn biva okrunjen za kralja. Ipak, Saruman uspijeva pobjeći i iskvariti Shire prije nego što umre. Frodo ostaje ranjen u duši i tijelu te zajedno s Bilbom odlazi na zapad, preko Mora u Valinor, gdje uspijeva naći mir.